# Pierre Perrin

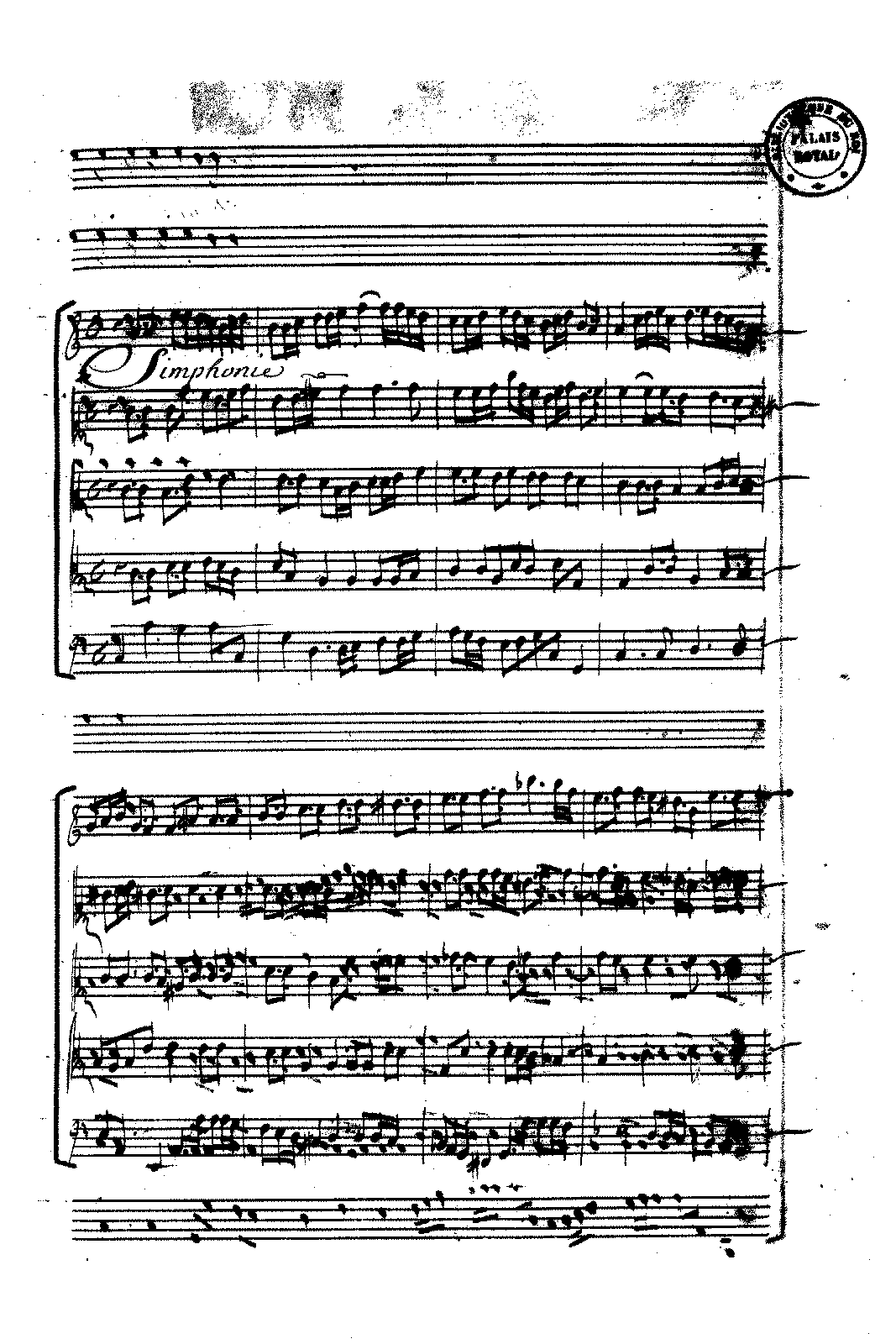
Moteto Plaude Laetare Gallia, ke kterému napsal Perrin slova. (Rukopis J. B. Lullyho)

Pierre Perrin (1620, Lyon – 24. srpna 1675, Paříž) byl francouzský básník a libretista. Byl známý také jako Abbé Perrin (L'Abbé Perrin), přestože nikdy nebyl knězem

## Život
Pierre Perrin založil Académie Royale de Musique, která se nakonec stala Pařížskou operou.
Pracoval s Robertem Cambertem (hudební skladatel, známý zejména jako tvůrce oper), se kterým vytvořil např. La Pastorale d'Issy (1659). Dále pracoval s Jeanem-Baptistem Boëssetem (hudební skladatel), se kterým vytvořil např. La Mort d'Adonis (1662). S Cambertem dále napsal operu Pomone, která byla uvedena při slavnostní inauguraci otevření prvního "salle de l'Opéra" (sálu Opery) v roce 1671. Na první operu získal privilegium od krále Ludvíka XIV. Zde také představil svou operu Les peines et les plasirs de l'amour.
Spolu s Cambertem byl Perrin v letech 1669-1672 ředitelem Pařížské opery.
Perrin dále spolupracoval s Jeanem-Baptistem Lullym (např. na motetu Plaude Laetare Gallia [Raduj se a zpívej, Francie] pro oslavu křtin Velkého Dauphina Ludvíka, syna Ludvíka XIV.).
Byl to však právě Lully, komu musel Perrin prodat svá privilegia, protože se ocitl ve vězení pro dlužníky, neboť se stal obětí vesměs chamtivých a nepoctivých spolupracovníků. Umírá ve velké chudobě v Paříži ve věku 55 let.